# Szent György-fatemplom (Dabjonújfalu)
A dabjonújfalui Szent György-fatemplom műemlékké nyilvánított épület Romániában, Szilágy megyében. A romániai műemlékek jegyzékében az  SJ-II-m-A-05017 sorszámon szerepel.